# 同愛会病院
同愛会病院（どうあいかいびょういん、英語: Douaikai Hospital）は、東京都江戸川区松島にある医療機関。東京都指定第二次救急医療機関。

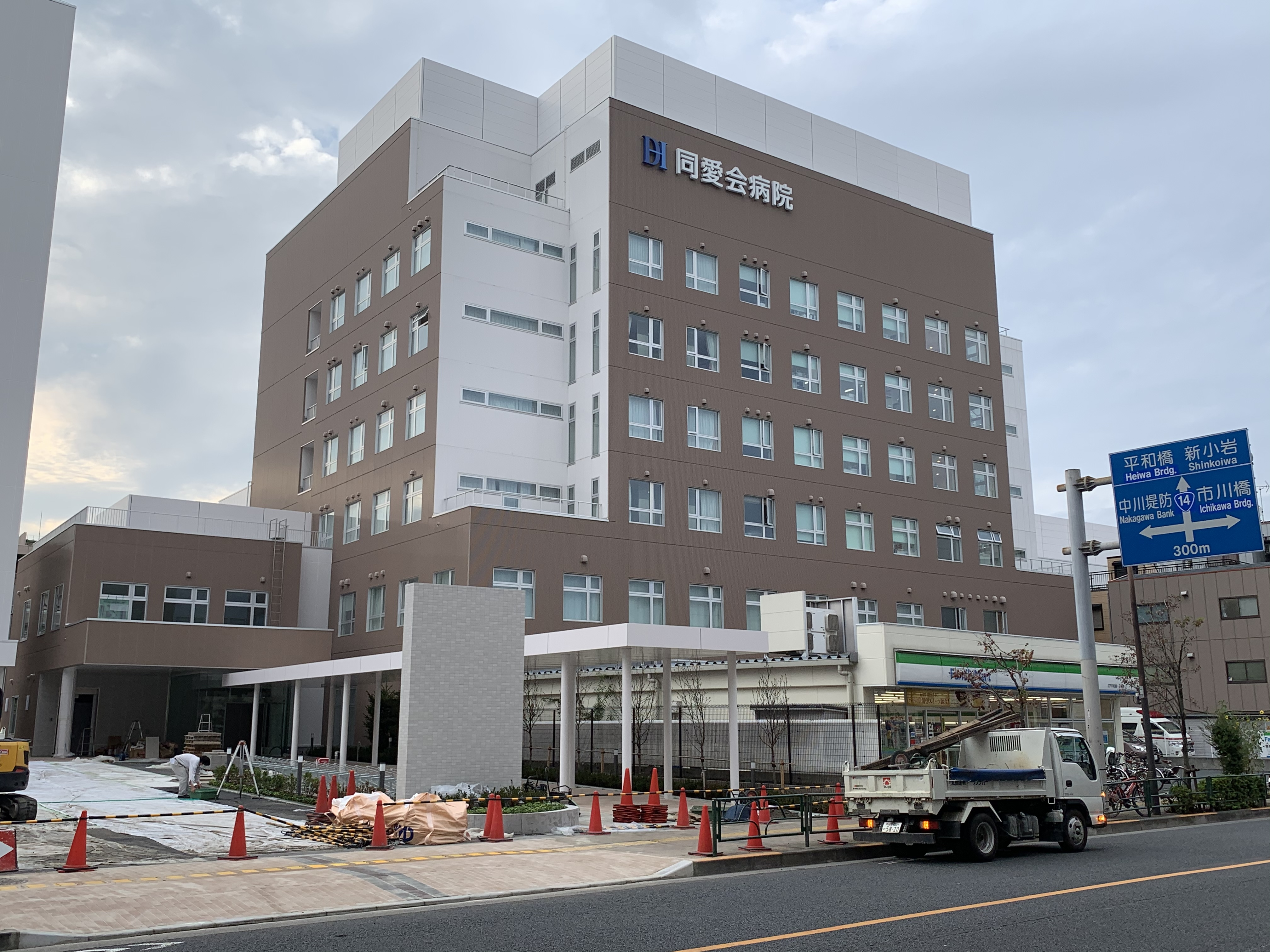
同愛会病院

## 概要
同愛会病院は江戸川区北部の155床の中規模病院として、1957年の開院から診療を続ける。1979年に落成した建物が老朽化し、また前面道路である千葉街道が災害時の緊急輸送路に指定されていることもあり、2014年に耐震化工事に着工、2018年に新築落成した。

## 略歴
- 1957年（昭和32年）
  - 5月 - 1日、現在地と同所に開設。当初は21床。
- 1979年（昭和54年）- 新築落成、地上6階・地下1階。
- 2018年 （平成30年）- 新築落成、地上7階・地下1階。

## 診療科
- 内科
- 外科
- 整形外科
- 眼科
- 泌尿器科
- 皮膚科
- 脳神経外科

## 交通アクセス
- バス停『江戸川区役所前』下車